# 1984 BZ6
1984 BZ6 är en asteroid i huvudbältet som upptäcktes den 26 januari 1984 av den amerikanske astronomen Edward L.G. Bowell vid Palomar-observatoriet.